# Tome
Tome (登米市?) è una città giapponese della prefettura di Miyagi.